# Piotr z Sassoferrato
Piotr z Sassoferrato OFM (ur. w Sassoferrato, zm. 29 sierpnia 1231 w Walencji) – włoski franciszkanin, brat zakonny, męczennik, błogosławiony Kościoła rzymskokatolickiego.
Pochodził z Sassoferrato w Marchii Ankońskiej. W 1217 lub w 1220 według innych źródeł został wysłany wraz z kapłanem bł. Janem z Perugii do Hiszpanii, okupowanej przez muzułmanów. Założyli w 1220 klasztor w Teruel, a następnie udali się do Walencji, by pracować wśród niewolników chrześcijańskich. Któregoś dnia postanowili głosić doktrynę chrześcijańską na głównym placu miasta wobec ludności muzułmańskiej. Zostali uwięzieni z rozkazu gubernatora Zayda Abu Zayda i straceni przez ścięcie.

## Kult
Relikwie męczenników, jeszcze przed rekonkwistą Walencji, trafiły do klasztoru franciszkanów w Teruel, gdzie pozostawały do 1835. Następnie do 1900 czczone były w kościele św. Klary, skąd przeniesiono je do nowego klasztoru franciszkańskiego. Błogosławieni męczennicy Jan i Piotr czczeni byli w Teruel jako protektorzy przed plagą szarańczy.
Przeprowadzono dwa procesy apostolskie w latach 1611-1628 oraz 1693-1697, pierwszy z inicjatywy papieża Urbana VIII. Kult zaaprobował Klemens XI 31 stycznia 1705. W 1727 Benedykt XIII udzielił pozwolenia na używanie własnego formularza w Teruel, jako dzień wspomnienia wyznaczając datę 3 września. Wspomnienie obchodziły różne gałęzie franciszkańskie do reformy liturgicznej w 1961.